# Noc (Campbell)
Noc (anglicky Night) je vědeckofantastická povídka amerického spisovatele Johna W. Campbella, která vyšla poprvé v roce 1935 v časopise Astounding Science Fiction. Autor ji publikoval pod pseudonymem Don A. Stuart. Česky vyšla např. ve sbírce Těžká planeta (Triton, 2005).
Pojednává o pilotovi experimentálního letounu, který se během jeho zkoušky ocitne v daleké budoucnosti na dávno mrtvé Zemi.

## Postavy
- major Cordon
- Talbot – vypravěč
- Jeff Rodney – laborant
- Bob – zkušební pilot
- Sam Gentry – farmář

## Děj
Zkušební pilot Bob testuje nový experimentální letoun s antigravitací. Něco se porouchá, stroj jde do vývrtky a padá k zemi, kde se roztříští. Když k místu havárie dorazí účastníci testu, vše je rozbité – až na bismutovou cívku, generátor antigravitace. Největší záhadou je, kam zmizel pilot. Nezbyla po něm ani stopa.
Když později analyzují situaci, zazvoní telefon. Volá farmář Sam Gentry, na jehož pozemku letadlo havarovalo, a říká, že se Bob objevil. Celý tým vyráží okamžitě na místo. Až se Bob trochu vzpamatuje, začne vyprávět pozoruhodný příběh. Jakmile spustil generátor antigravitačního pole, byl přenesen do daleké budoucnosti. Zpočátku se domníval, že se octl na jiné planetě, neboť vše kolem něj bylo mrtvé, zmrzlé. Hvězdy se změnily, jakoby většina z nich vyhasla. Slunce bylo mnohem větší a zářilo rudě. Galaxie se smrskla na několik set světelných let. Během průzkumu narazí na město s mrtvými těly obyvatel a strnulými stroji. Zdá se, že zde nezbyla ani špetka energie. Ponurý výjev rozptýlí záblesk naděje, když v jednom obchodě narazí na stroj, který spotřebuje poslední energii a pohne se. Pátrá dál a v nějaké úřední budově nalezne funkční komunikační systém. Dovtípí se, že jde o meziplanetární linky. Nastaví kanál na Neptun a systém vysílá signál. Po chvíli však skomírá. Demotivovaný Bob ztrácí veškerou naděj a odchází na střechu budovy, kde se posadí. Čeká už jen na smrt.
V hlavě se mu telepaticky ozve hlas. Když se otočí, spatří zářící řiditelnou vzducholoď. Je to stroj, který na Neptunu přijal signál a přiletěl pro něj. Právě včas, protože za chvíli by mu došel kyslík. Stroj jej přenese na Neptun a informuje jej, že lidstvo dávno vymřelo. Několik dní jej zkoumají inteligentní stroje a poté jej vrátí na Zemi a pomocí magnetické osy transportují zpět do minulosti. Bob spatřil umírající galaxii, noc času i vesmíru.